# ヴィンス・ロンバルディ・トロフィー
ヴィンス・ロンバルディ・トロフィー (Vince Lombardi Trophy) は、NFLの優勝決定戦『スーパーボウル』の優勝チームに与えられるトロフィーである。1967年のAFL-NFLワールドチャンピオンシップゲームから使用されており、名称は第1・2回優勝チームであるグリーンベイ・パッカーズのヘッドコーチであったヴィンス・ロンバルディに由来している。第45回（2010年）からはスーパーボウルのロゴに描かれている。
トロフィーはスターリングシルバー製で、ティファニーによって製造されており、三角錐形状の台座の頂点にアメリカンフットボールのボールをあしらったデザインである。見積価格は1万2千ドル（約140万円）、高さは22インチ（約56cm）、重さは7ポンド（約3.2kg）である。完成までに72時間かかるという。また、トロフィーは毎年1つずつ作られるため優勝旗などと違ってトロフィー返還の義務（持ち回りルール）がない。トロフィーはスーパーボウル当日に勝利チームに授与された後、スーパーボウル当日の日付と対戦スコアを刻印して勝利チームが永久保持できる。すなわち、スーパーボウルの優勝経験を持つチームは、優勝回数と同数のトロフィーを所有していることになる。